# 浙大紫金港駅
浙大紫金港駅（せつだいしきんこうえき）は、中華人民共和国浙江省杭州市西湖区余杭塘路と崇仁路の交差点に位置する杭州地下鉄5号線の駅である。

## 歴史
- 2016年4月8日：着工[1]  。
- 2019年6月24日：開業[2]。

## 駅構造
島式ホーム1面2線を有する地下駅。

### のりば

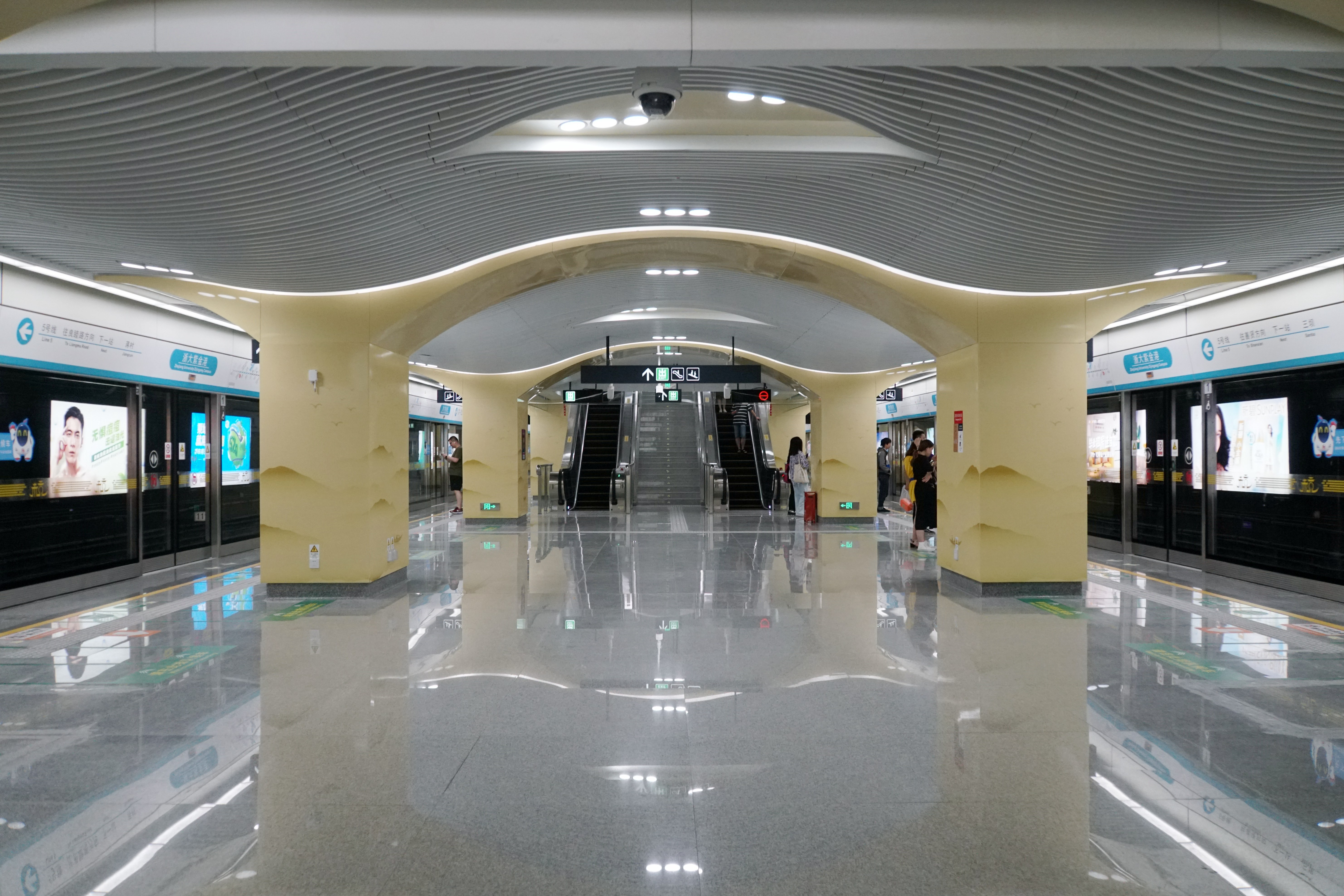
ホーム

案内上ののりば番号は設定されていない。
| 路線    | 方向 | 行先                       |
| ------- | ---- | -------------------------- |
| ■ 5号線 | 下り | 南湖東方面                 |
| ■ 5号線 | 上り | 城站・火車南站・姑娘橋方面 |

（出典：杭港地下鉄:内部空间示意图）

## 駅周辺
- 浙江大学紫金港キャンパス（中国語版）
- 西渓銀泰城 - B出入口直結
- 三深国際中心
- 西渓誠園
  - 至誠苑
  - 正信苑

## 隣の駅
杭州地下鉄
■ 5号線
蒋村駅 - 浙大紫金港駅 - 三壩駅